# Strida

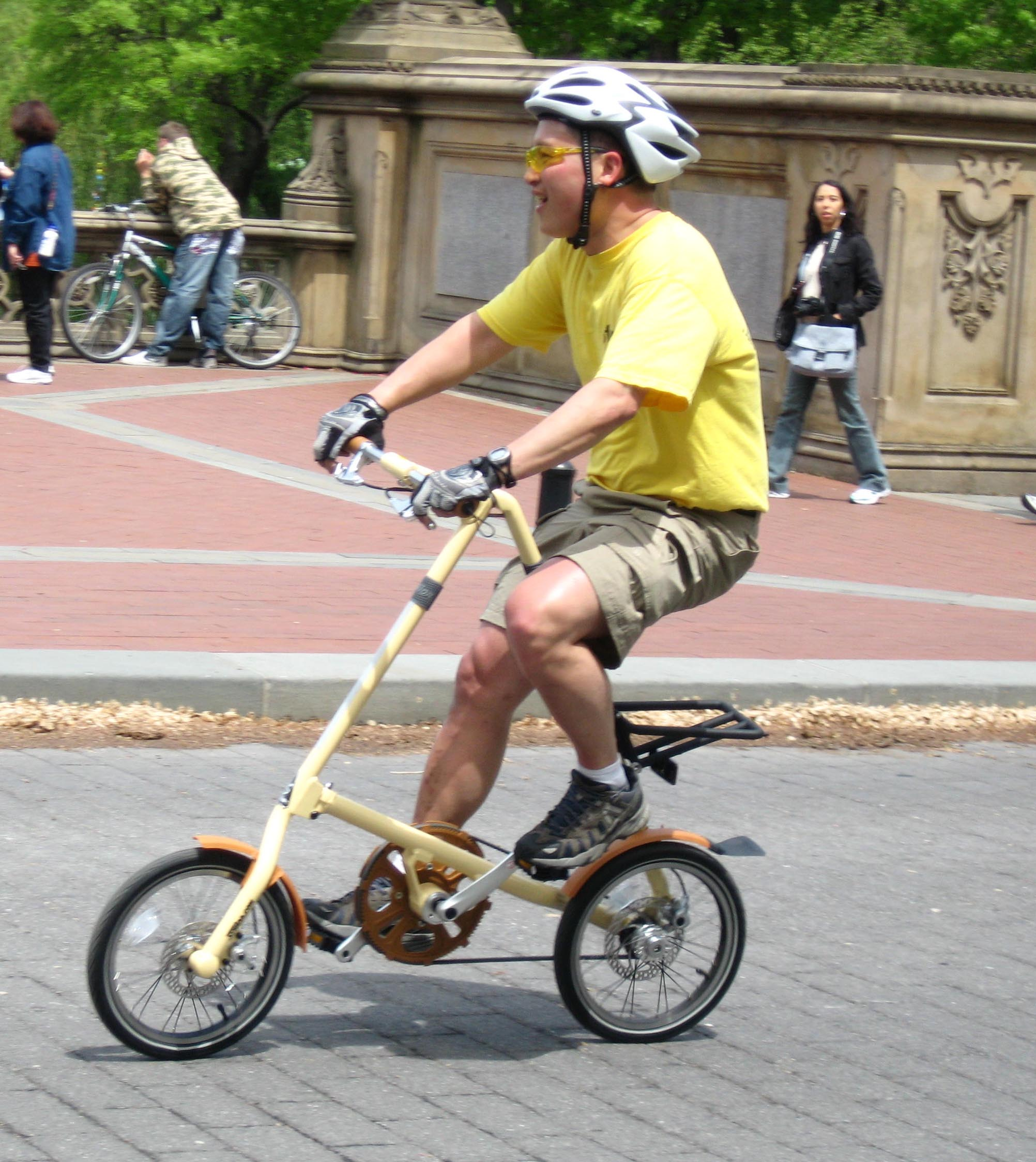
В Центральному парку

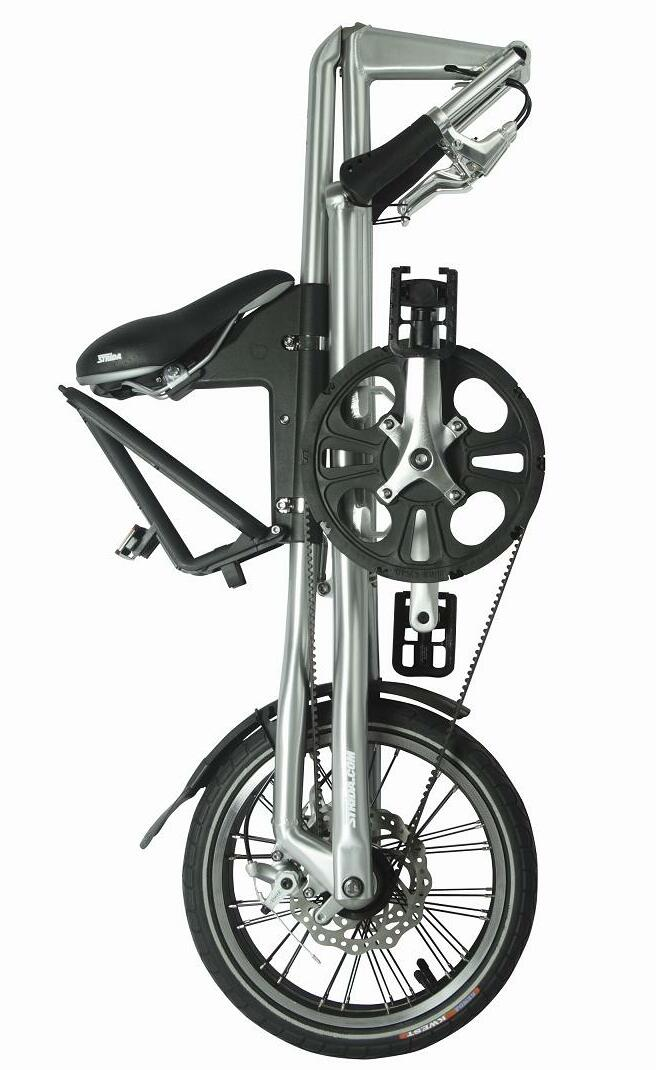
Strida 5.0 в складеному стані

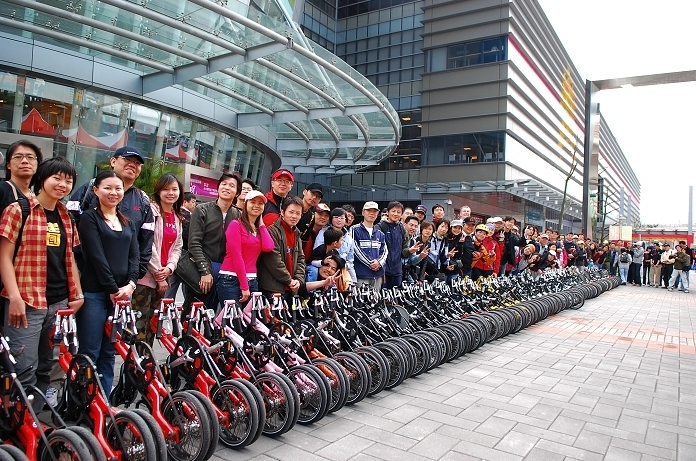
Власники Strida в Тайбеї

Страйда (англ. Strida) — складний велосипед з рамою в формі літери «А», сконструйований англійським інженером і конструктором Марком Сандерсом. Іноді помилково вимовляється «Стріда».
За задумом творця, Strida був створений спеціально для тих, кому доводиться щодня долати довгий шлях до роботи і назад на різних видах транспорту (приміський поїзд, метро, наземний транспорт). Саме тому головними відмінними рисами велосипедів Strida стали простота у використанні, транспортуванні та обслуговуванні, а також особлива конструкція рами, що дозволяє складати і розкладати велосипед за вельми короткий час (мінімум 4 секунди). У складеному стані Strida, на відміну від багатьох інших складних велосипедів, можна котити поруч з собою. Вага велосипеда становить від 8,8 до 10,2 кг в залежності від моделі.
Серед інших особливостей Strida можна відзначити приводний ремінь замість звичайного ланцюга, який не вимагає мастила, просту конструкцію (до сих пір на більшість моделей велосипедів Strida встановлюється всього лише одна швидкість, алюмінієва трикутна рама і т. д.) і дискові гальма. У лінійці цих велосипедів також є модифікації зі збільшеним діаметром коліс, 2 або 3-швидкісною  планетарною втулкою чи зменшеним розміром велосипеда.

## Переваги
- Складаний дизайн, компактність
- Кевларовий ремінь, який не потребує мастила та не забруднюється, на відміну від  ланцюга
- Мінімалізм
- Прості гальма, які не потребують частого догляду (Барабанні на 1,2 та 3 моделях, дискові на 5 моделі та новіше)
- 16" або 18" колеса

## Історія
1977 — Марк Сандерс вступає учнем в компанію Ролс-Ройс у Бедфорді (Велика Британія).
1980 — Марк Сандерс закінчує Імперський коледж Лондона за фахом інженер-механік.
1981 — Сандерс влаштовується на роботу в Mars Corporation на посаду конструктора в підрозділі, яке займається розробкою апаратів з продажу товарів, де і працює аж до 1983 року.
1983 — Сандерс записується на курси промислового дизайну, організовані Імперським коледжем спільно з Королівським коледжем мистецтв в Лондоні.
1984 — В якості своєї дипломної роботи Сандерс розробляє складаний велосипед, який став прототипом Strida.
1985 — Сандерс завершує розробку складного велосипеда, захищає диплом і отримує від Королівського коледжу мистецтв премію імені Джорджетто Джуджаро в категорії «Концептуальний велосипед». Прототип велосипеда Strida з'являється на телеканалі BBC в передачі Tomorrow's World («Завтрашній світ»). Прочитавши статтю в газеті Sunday Times, Джеймс Маршал, підприємець і колишній менеджер гравця в гольф Грега Нормана, пропонує Марку Сандерсу співпрацю. Розпочинається підготовка до серійного виробництва велосипеда.
- 1986 — Планується запуск серійного виробництва велосипедів Strida на заводі в Глазго (Велика Британія). Назва Strida наснилося дев'ятирічному синові директора заводу — це ім'я було визнано найкращим з усіх існуючих на той час варіантів.
- 1987 — Запущено конвеєр з виробництва Strida. Презентація нового велосипеда проходить в найбільшому лондонському універмазі Harrods.
- 1988 — Strida завойовує всі три нагороди британського конкурсу Cyclex Bicycle Innovation Awards («Кращий новий продукт», «Найбільш передовий продукт», «Кращий дизайн»). Виробництво переводиться в Ноттінгем, на батьківщину знаменитих велосипедів Raleigh.
- 1990 — Виробництво переїжджає в Португалію.
- 1992 — У всьому світі продано 25 тисяч велосипедів Strida.
- 1993 — Компанія BTG, яка займається ліцензуванням і комерціалізцією технологічних новинок в сфері медицини, отримує всі права на виробництво Strida аж до 1995 року.
- 1997 — англійська фірма Roland Plastics купує права на виробництво другого покоління велосипедів Strida і переносить їх виробництво назад до Великої Британії. Роком пізніше починається випуск другого покоління Strida.
- 2000 — Strida завойовує ряд престижних нагород — премію журналу i.D. Magazine за кращий дизайн року, премію Питмана від видання SAIL Magazine за інновації і безпеку і премію «Товар тисячоліття» від Британської ради по дизайну. Права на виробництво велосипедів Strida купує американець Стідман Басс з Бостона, які разом з Біллом Беннетом, Еріком Томасом і Марком Сандерсом починає розробку третього покоління Strida.
- 2002 — У зв'язку з попитом, що збільшився на велосипеди Strida їх виробництво було перенесено на фабрику Ming Cycle в Тайвань. Дві тисячі перших тайванських Strida 3 були доставлені в Італію. Офіційні дистриб'ютори Strida з'являються також в Кореї, Японії, Нідерландах, Франції та США. В цьому ж році починається робота над п'ятим поколінням Strida.
- 2006 — Strida 3.2 отримує премію в категорії «Краща інновація» на національній велосипедній виставці FietsRai в Нідерландах.
- 2007 — Розпочався випуск п'ятого покоління велосипедів Strida. Strida 5 отримує головну нагороду від асоціації тайваньських веловиробників TBEA.

## Покоління
- Strida 1
- Strida 2
- Strida 2.5 (з складаними ручками керма)
- Strida 3
- Strida 3.2 (Покращений механізм з запобіганням зіскакування ременя)
- Strida 3.3 (дротові колеса)
- Strida 5
- Strida Special Edition
- Strida Elite Edition
- Strida Mini / Strida 4 (для менших велосипедистів)
- Strida SX (з 18-дюймовими колесами, з модернізованими металевими стійками на 10 кг та металевими складними педалями)
- Strida SD (Версія із 2 передачами)
- Strida MAS (Марк Сандерс Спеціальна версія)
- Strida LT (колеса з нейлону, армованого скловолокном)
- Strida EVO (3-швидкісна версія з удосконаленою стійкою, педалями та кареткою. Доступна в 16" та 18")